# Silski Visti
Silski Visti (en ukrainien : Сільські вісті, traduit par Rural News ) est un quotidien de Kiev publié en ukrainien.

## Historique
Fondé en 1920, Silski Visti est lu parmi la population rurale, avec un tirage de 500 000 exemplaires. Il était assez critique à l'égard de l'ancien président Leonid Koutchma. Le journal relayait les idées des partisans du parti politique Notre Ukraine en 2004.
Ivan Spodarenko a été rédacteur en chef de Silski Visti. En janvier 2004, le tribunal du district Shevchenkivsky de Kiev a temporairement suspendu la publication du journal en raison du procès intenté par le Comité antifasciste juif. Cela s'est produit à la suite de la publication d'un article alléguant que près de 400 000 Juifs se sont joints aux forces SS nazies lors de l'invasion de l'Ukraine par l'Allemagne nazie pendant la Seconde Guerre mondiale.
En 2006, le rédacteur en chef du journal, Ivan Spodarenko, a reçu la médaille de Héros d'Ukraine.